# 吉田直哉
吉田 直哉（よしだ なおや、1931年〈昭和6年〉4月1日 - 2008年〈平成20年〉9月30日）は、日本の演出家、テレビディレクター。NHK専務理事待遇特別主幹。武蔵野美術大学造形学部映像学科主任教授。

## 来歴・人物
がんの研究者として著名な吉田富三の長男として東京に生まれる。医者の血を継ぎ理科系志望だったが、旧制中学3、4年生の頃から文科系志望に変わった。旧制宮城県仙台第二中学校、旧制第二高等学校を経て、東京大学文学部の哲学（フランス哲学専攻）に進学した。やがて小説や芝居が書きたくなり、劇作家加藤道夫を訪ねるようになった。加藤は吉田がNHKに入るのを反対したが、それでも吉田がNHKに行くと言ったら、加藤は「ラジオドラマはやるなよ。ダメになるから…」と強く念を押したという。そこで吉田は編成局社会部に入ることにした。入局後も加藤宅を訪ね、NHKに勤めながら小説を書いた。「毀れた風景」が『中央公論』（1966年11月号）に掲載され話題になったが、深沢七郎の『楢山節考』が中央公論新人賞に推され、次点となった。
編成局社会部社会科に入った吉田は、1954年に『音の四季』という言葉を用いない30分のラジオ実験作を放送。次いで『マイクロフォンのための詩集』では、草野心平や三好達治の詩の朗読に、機械的な音響処理で情感を加える方法を用いた、実験的な作品に挑んだ。

### テレビに移る
1957年、テレビに移り、『日本の素顔』を担当することになった。このシリーズタイトルは、「映像による日本人論」を目指して吉田自身が付けたものだが、番組が軌道に乗るにつれて「日本の知られざる側面をあばく」ものが多くなったと彼自身は振り返っている。
スタジオドラマの制作経験がなかった吉田に、大河ドラマの演出をしないかと声がかかり、従来の時代劇にない歴史ドラマを作ろうと、1965年に『太閤記』を担当した。翌66年、再び大河ドラマ『源義経』の演出を引き受けた。その後、半年間海外研究員としてパリに遊学。当時のNHK会長前田義徳と出会い、明治の先覚者たちの偉業を映像化する『明治百年』（15回）を実現し、70年には大河ドラマ『樅ノ木は残った』を演出した。
1974年、NHK放送開始50周年記念番組として、日本のテレビ史上最高最大のスケールの作品『未来への遺産』に挑んだ。「古人の跡を求めず、古人の求めたるを求めよ」という芭蕉の言葉を胸に、人類の遺産の素晴らしさを映像・音声化した。遺跡を漂う女性として、白塗りの佐藤友美を登場させ、消失した廃墟に敗戦直後の焼け跡を連想していた。このシリーズ17本は6巻のDVDとして復活している。84年に手掛けた『21世紀は警告する』は、まだ実体もない21世紀が私たちに警告するという映像ドキュメント。現代についての心象を描いた意欲作で、視聴者に忘れ難い残像を刻み込んだ。87年には小説「ジョナリアの噂」が第98回芥川賞候補作となる。
平成に入ってからは、司馬遼太郎との対談番組『太郎の国を物語る』、司馬の語りと抽象映像の『太郎の国の物語』を制作した。

### 退職後
退職後、長崎ハウステンボス総合プロデューサーに転じ、武蔵野美術大学造形学部映像学科初代主任教授に就任。食道がんの手術をしてからは、専ら執筆活動に専念した。
2008年9月30日、肺炎のため死去。77歳没。

## 逸話
大河ドラマ『太閤記』の冒頭シーンで新幹線の走るシーンを放送したところ送出担当の技術職員たちがミスではないかと一時騒然となったが、やがて『太閤記』であることがわかりホッとしたという。その時「鬼面人を驚かす演出の場合送出に一報あるべし」という通達が出たという。
吉田のドラマは、ドラマの舞台に現在の様子を注釈的に挿入することが多く、「社会科ドラマ」の異名を取った。

## 年譜
- 1953年 - 東京大学文学部哲学科卒業後、NHK入局。
- 1957年 - 『日本の素顔』シリーズ開始。第2作、『日本人と次郎長』がヤクザの世界をリアルに描き、衝撃を与える[7]。
- 1963年 - ドラマ制作に転向。初演出であったテレビ指定席『魚住少尉命中』により「イタリア賞」を受賞[8]。
- 1965年 - 大河ドラマ『太閤記』を演出。
- 1966年 - 大河ドラマ『源義経』を演出。
- 1968年 - 『明治百年』で「芸術選奨文部大臣賞」を受賞[9]。
- 1970年 - 大河ドラマ『樅ノ木は残った』を演出[10]。
- 1975年 - 『未来への遺産』で「放送文化基金賞」を受賞[11]。
- 1978年 - 『ブラジル移民70周年記念 コロニアの歌声』で「テレビ大賞」、『ポロロッカ・アマゾンの大逆流』で「毎日芸術賞」を受賞[12]。
- 1984年 - 『21世紀は警告する』で[13]、「ギャラクシー賞大賞」を受賞[14]。
- 1987年 - 『NHK特集 ミツコ 二つの世紀末』松本清張の小説執筆「暗い血の旋舞」と同時進行で制作[15]。
- 1987年 - 小説『ジョナリアの噂』が第98回芥川賞候補。
- 1988年 - チーフディレクター（専務理事待遇特別主幹）に昇進。
- 1990年 - NHKを退職、武蔵野美術大学が映像学科を創設。教授職に就く（1998年まで）。「日本記者クラブ賞」、「前島密賞」を受賞。
- 2008年 - 肺炎のため死去。77歳没。

## 著作
- 『テレビ、その余白の思想』文泉、1973年12月5日。
- 『私のなかのテレビ』〈朝日選書〉、朝日新聞社、1977年5月20日。
- 『思い出し半笑い』文藝春秋、1984年8月1日。
  - 『思い出し半笑い』文春文庫、1988年11月。
- 『21世紀は警告する』を取材して」社会経済国民会議・産業開発課、セクジェ文庫、1986年3月。小冊子
- 『夢うつつの図鑑』文藝春秋、1986年7月30日。
- 『美しき旗手たちの語録 : 吉田直哉のどぎまぎ対談』日本放送出版協会、1986年12月20日。
- 『ミツコ二つの世紀末 : NHK特集 シナリオ集』日本放送出版協会、1987年6月10日。
- 『透きとおった迷宮』文藝春秋、1988年4月。
- 『砂の曼陀羅』文藝春秋、1989年10月。
- 『癌細胞はこう語った 私伝・吉田富三』文藝春秋、1992年11月。
  - 『癌細胞はこう語った 私伝・吉田富三』文春文庫、1995年2月。
- 『霧中で影あつめ』日本放送出版協会、1995年3月。
- 『蝶の埋葬　― クーデンホーフ・ミツコ伝説』岩波書店、1997年6月。
- 『脳内イメージと映像』文春新書、1998年10月。
- 『まなこつむれば…』筑摩書房、2000年1月。
- 『敗戦 野菊をわたる風』筑摩書房、2001年4月。
- 『発想の現場から ―テレビ50年25の符丁』文春新書、2002年6月。
- 『映像とは何だろうか―テレビ制作者の挑戦』岩波新書、2003年6月。
- 『ぶ仕合せな目にあった話』筑摩書房、2004年8月。
1987年度芥川賞候補作「ジョナリアの噂」を収む。

### 共著
- 堤清二共著『世紀末ヴィジョン』創樹社、1990年10月。
- 養老孟司共著『対談 目から脳に抜ける話』筑摩書房、1994年1月。
  - 『対談 目から脳に抜ける話』 ちくま文庫、2000年12月。
- 矢萩喜従郎共著『森羅映像〈映像の時代〉を読み解くためのヒント』文藝春秋、1994年12月。